# Distretto di Alūksne
Il distretto di Alūksne (in lettone Alūksnes Rajons) è stato uno dei 26 distretti della Lettonia situato nella parte nord-orientale del paese.
In base alla nuova suddivisione amministrativa è stato abolito a partire dal 1º luglio 2009.
Il 57,1% del territorio del distretto soppresso è coperto da foreste, del rimanente il 30% circa è terreno agricolo, il 3,8 % sono aree umide o paludi, il 2,9 % acque interne. Il lago principale è il lago di Alūksne con una superficie di 1540 ha.
La popolazione era costituita per l'82,1 % da lettoni, per il 13,7 % da russi, per l'1,2 % da estoni più un rimanente 3% di varie etnie.
Il tasso di disoccupazione della regione è pari al 7,32%.

## Comuni
Appartenevano al distretto due città (dati del 2005):
- Alūksne
- Ape (1.897 ab.)

e i seguenti comuni:
- Alsviķi (1674 ab.)
- Anna (560 ab.)
- Gaujiena (1.088 ab.)
- Ilzene (456 ab.)
- Jaunalūksne (1.378 ab.)
- Jaunanna (591 ab.)
- Jaunlaicene (499 ab.)
- Kalncempji (294 ab.)
- Liepna (1.099 ab.)
- Maliena (493 ab.)
- Mālupe (752 ab.)
- Mārkalne (448 ab.)
- Pededze (891 ab.)
- Trapene (908 ab.)
- Veclaicene (409 ab.)
- Vireši (807 ab.)
- Zeltiņi (419 ab.)
- Ziemeri (980 ab.)